# Petrohradská hráz

Umístění Petrohradské hráze

Petrohradská hráz (plným názvem rusky Комплекс защитных сооружений Санкт-Петербурга от наводнений – Kompleks zaščitnych sooruženij Sankt-Petěrburga ot navodněnij) je pětadvacet kilometrů dlouhá soustava hrází, jejímž smyslem je protipovodňová ochrana okolí Petrohradu v Ruské federaci. Hráz vede z Lomonosova na sever na ostrov Kotlin do města Kronštadtu a na jeho druhé straně pokračuje na východ k Sestrorecku.
Podstatou protipovodňové ochrany je oddělení Něvské zátoky od zbytku Finského zálivu, což zabrání záplavám města od Baltského moře, ke kterým v historii došlo mnohokrát. Protipovodňová hráz dokáže ochránit město proti hladině moře zvýšené až o pět metrů.
Stavba hráze započala již v roce 1978, ale různé průtahy a zastavení prací způsobily, že byla dokončena až 12. srpna 2011. Kromě protipovodňové ochrany slouží i silniční dopravě – po jejím vršku vede petrohradský obchvat.